# Szentpéterfa, Vas
Szentpéterfa (în croată Petrova Selo) este un sat în districtul Szombathely, județul Vas, Ungaria, având o populație de 1.016 locuitori (2011). 

## Demografie
Componența etnică a satului Szentpéterfa
     Maghiari (51,79%)
     Croați (46,56%)
     Germani (1,47%)
     Ucraineni (0,18%)
Componența confesională a satului Szentpéterfa
     Romano-catolici (89,07%)
     Necunoscută (10,63%)
     Luterani (0,3%)
Conform recensământului din 2011, satul Szentpéterfa avea 1.016 locuitori. Din punct de vedere etnic, majoritatea locuitorilor (51,79%) erau maghiari, existând și minorități de croați (46,56%) și germani (1,47%).  Din punct de vedere confesional, majoritatea locuitorilor (89,07%) erau romano-catolici. Pentru 10,63% din locuitori nu este cunoscută apartenența confesională.